# Binomio
En álgebra, un binomio consta únicamente de una suma o resta de dos monomios.

## Ejemplos
1. {\displaystyle a+b}.
2. {\displaystyle a^{2}b^{5}c^{2}z-b^{3}c^{9}d^{2}}.
3. {\displaystyle 3\tan ^{2}\phi \,-\,{\frac {b^{2}}{e^{i\pi \theta }}}}: es una diferencia de expresiones trigonométricas.

## Binomios notables
1. {\displaystyle x^{2}+y^{2}}. Suma de cuadrados.
2. {\displaystyle x^{2}-y^{2}}. Diferencia de cuadrados.
3. {\displaystyle x^{3}+y^{3}}. Suma de cubos.
4. {\displaystyle x^{3}-y^{3}}. Diferencia de cubos.
5. {\displaystyle x^{n}+y^{n}}. Suma de n-esimas potencias.[1]
6. {\displaystyle x^{n}-y^{n}}. Diferencia de n-ésimas potencias.[2]

## Operaciones con binomios

### Factor incorrecto
El resultado de multiplicar un binomio a+b con un monomio c se obtiene aplicando la propiedad distributiva del producto respecto de la adición:

{\displaystyle c(a+b)=ca+cb}

o realizando la operación:

{\displaystyle {\begin{array}{rrr}&a&+b\\\times &&c\\\hline &ca&+cb\end{array}}}

Representación gráfica de la regla de factor común

Esta operación tiene una interpretación geométrica ilustrada en la figura. El área del rectángulo es c(a+b) (el producto de la base por la altura), pero también puede obtenerse como la suma de las dos áreas(ca y cb).
Ejemplo:
{\displaystyle 3x(4x-6y)=(3x)(4x)+(3x)(-6y)=12x^{2}-18xy}
O también:
{\displaystyle {\begin{array}{rrr}&4x&-6y\\\times &&3x\\\hline &12x^{2}&-18xy\end{array}}}

### Suma por diferencia
El binomio {\displaystyle a^{2}-b^{2}} puede factorizarse como el producto de dos binomios:
{\displaystyle a^{2}-b^{2}=(a-b)(a+b)}.
Demostración:
{\displaystyle {\begin{array}{rrr}&a&+b\\\times &a&-b\\\hline &-ab&-b^{2}\\a^{2}&+ab&\\\hline a^{2}&&-b^{2}\end{array}}}b²+a²

Esta disposición suele llamarse diferencia de cuadrados, y es un caso especial de la fórmula: {\displaystyle a^{n+1}-b^{n+1}=(a-b)\sum _{k=0}^{n}a^{k}\,b^{n-k}}.

### Producto de dos binomios lineales
El producto de un par de binomios lineales  {\displaystyle (ax+b)} {\displaystyle (cx+d)} es:
{\displaystyle (ax+b)(cx+d)=acx^{2}+axd+bcx+bd=acx^{2}+(ad+bc)x+bd}
{\displaystyle {\begin{array}{rrr}&ax&+b\\\times &cx&+d\\\hline &adx&+bd\\acx^{2}&+bcx&\\\hline acx^{2}&+(ad+bc)x&+bd\end{array}}}

### Potencia de un binomio
Un binomio elevado a la n-ésima potencia, se escribe:{\displaystyle (a+b)^{n}}, y puede desarrollarse utilizando la fórmula de teorema de Newton o, equivalentemente, con ayuda del triángulo de Pascal. El ejemplo más sencillo es el cuadrado perfecto: {\displaystyle (p+q)^{2}}

### Cuadrado de un binomio

Visualización de la fórmula para binomio al cuadrado

Al elevar un binomio al cuadrado, se lo multiplica por sí mismo: 

{\displaystyle (a+b)^{2}=(a+b)(a+b)=a^{2}+2ab+b^{2}}.

La operación se efectúa del siguiente modo:

{\displaystyle {\begin{array}{rrr}&a&+b\\\times &a&+b\\\hline &+ab&+b^{2}\\a^{2}&+ab&\\\hline a^{2}&+2ab&+b^{2}\end{array}}}

De aquí se puede derivar una regla para el cálculo directo: se suman los cuadrados de cada término con el doble producto de los mismos.
Un trinomio de la forma {\displaystyle a^{2}+2ab+b^{2}}, se conoce como trinomio cuadrado perfecto;
Cuando el segundo término es negativo:

{\displaystyle (a-b)^{2}=(a-b)(a-b)=a^{2}-2ab+b^{2}}

La operación se efectúa del siguiente modo:

{\displaystyle {\begin{array}{rrr}&a&-b\\\times &a&-b\\\hline &-ab&+b^{2}\\a^{2}&-ab&\\\hline a^{2}&-2ab&+b^{2}\end{array}}}

Ejemplo:
{\displaystyle (2x-3y)^{2}=(2x)^{2}+2(2x)(-3y)+(-3y)^{2}=4x^{2}-12xy+9y^{2}}

## Aplicación en el cálculo diferencial
Si se quiere hallar la derivada de la función cuadrática {\displaystyle y=x^{2}}, se desarrolla el binomio {\displaystyle {(x+h)}^{2}=x^{2}+2xh+h^{2}}. El coeficiente del término en {\displaystyle h} que es {\displaystyle 2x} es la derivada de {\displaystyle x^{2}}. Obsérvese que si consideramos el trinomio del desarrollo como dependiente de {\displaystyle h}, el término lineal es {\displaystyle 2xh}.
Igualmente, para {\displaystyle y=x^{3}} se desarrolla {\displaystyle (x+h)^{3}}. En el cuatrinomio resultante, el coeficiente de {\displaystyle h} es {\displaystyle 3x^{2}}, que es la derivada de {\displaystyle x^{3}}.